# Sigrid Wolf (zangeres)
Sigrid Wolf (Christiania, 23 juni 1863 – Kopenhagen, 23 juli 1927) was een Noors operazangeres en mezzosopraan.
Sigrid Jacobsdatter Wolf werd geboren in het gezin van de Deense toneelacteur/operazanger Jacob Wilhelm Nicolay Wolf en de Noorse toneelactrice Lucie Wolf. Ze huwde met de Deen Knud Schøller (1860–1933); voor zover bekend kregen ze drie kinderen.
Ze studeerde zang en piano aan het Conservatorium van Kopenhagen bij onder andere Niels Gade en Johan Peter Emilius Hartmann. Ze kreeg op aanraden van Edvard Grieg een studiebeurs om bij Pauline Viardot-Garcia in Parijs verder te leren. Een van haar eerste rollen was in Carmen, uitgevoerd in juni 1888 in het Christiania Theater in het huidige Oslo, met in september 1888 uitvoeringen in Stockholm. De jaren daarna was ze werkzaam bij de Kungliga Operan te Stockholm (1888–1893) en weer later aan het Kongelige Teatern te Kopenhagen. Verder trad ze op in de Metropolitan in New York.

## Enkele concerten
- 14 mei 1887: in het Christiana Theater, samen met Erika Nissen, Barbara Larsen, Milly Thaulow en het orkest onder leiding van Johan Edvard Hennum
- 12 mei 1888: hoofdartieste; ze zong liederen van Camille Saint-Saëns, Richard Wagner en Agathe Backer-Grøndahl, begeleiding was echter door Barbara Larsen
- januari 1894: concert in New York; ze zong in Samson et Dalila van Camille Saint-Saëns, maar was ondanks haar krachtige stem onzeker in het lage register; in april 1894 werd ze echter voor een toegift teruggeroepen in Chicago
- februari 1894: zong ze Fricka in Richard Wagners Die Walküre
- 19 september 1895: een concert samen met haar moeder
- 31 oktober 1905; samen met Johan Backer Lunde
- 5 januari 1907: concert van Hildur Andersen; lied uit Samson et Dalila en liederen van Grieg in het Nationaltheatret met het orkest aldaar onder leiding van Johan Halvorsen
- oktober 1908: rol in Olav Trygvason (Vølven) als actrice in het Nationaltheatret
- november 1912: liederen van Christian Sinding tijdens een Sinding-avond